# Titanic Rising
Titanic Rising è il quarto album in studio della musicista statunitense Weyes Blood, pubblicato il 5 aprile 2019 da Sub Pop. Il 17 gennaio 2019, Weyes Blood ha pubblicato il primo singolo dell'album, Andromeda. Un secondo singolo, Everyday, è stato rilasciato insieme a un video musicale autodiretto di accompagnamento il 12 febbraio 2019.
L'album ha ricevuto il plauso universale della critica, ottenendo un punteggio complessivo di 91 su 100 su Metacritic.
La copertina dell'album presenta Weyes Blood Mering immersa in una camera da letto sottomarina. 
La copertina è stata fotografata da Brett Stanley in una piscina di Long Beach, in California. Commentando il significato della copertina, Mering ha affermato di considerare l'acqua come simbolo del subconscio e che una camera da letto vive in questo spazio subconscio grazie al suo ruolo di "spazio sicuro [..] e immaginativo" che plasma le credenze e le identità delle persone.

## Tracce
1. A Lot's Gonna Change – 4:21
2. Andromeda – 4:40
3. Everyday – 5:07
4. Something to Believe – 4:45
5. Titanic Rising – 1:36
6. Movies – 5:53
7. Mirror Forever – 5:05
8. Wild Time – 6:09
9. Picture Me Better – 3:41
10. Nearer to Thee – 1:05